# Calophyllum
- Commons
- Wikispecies

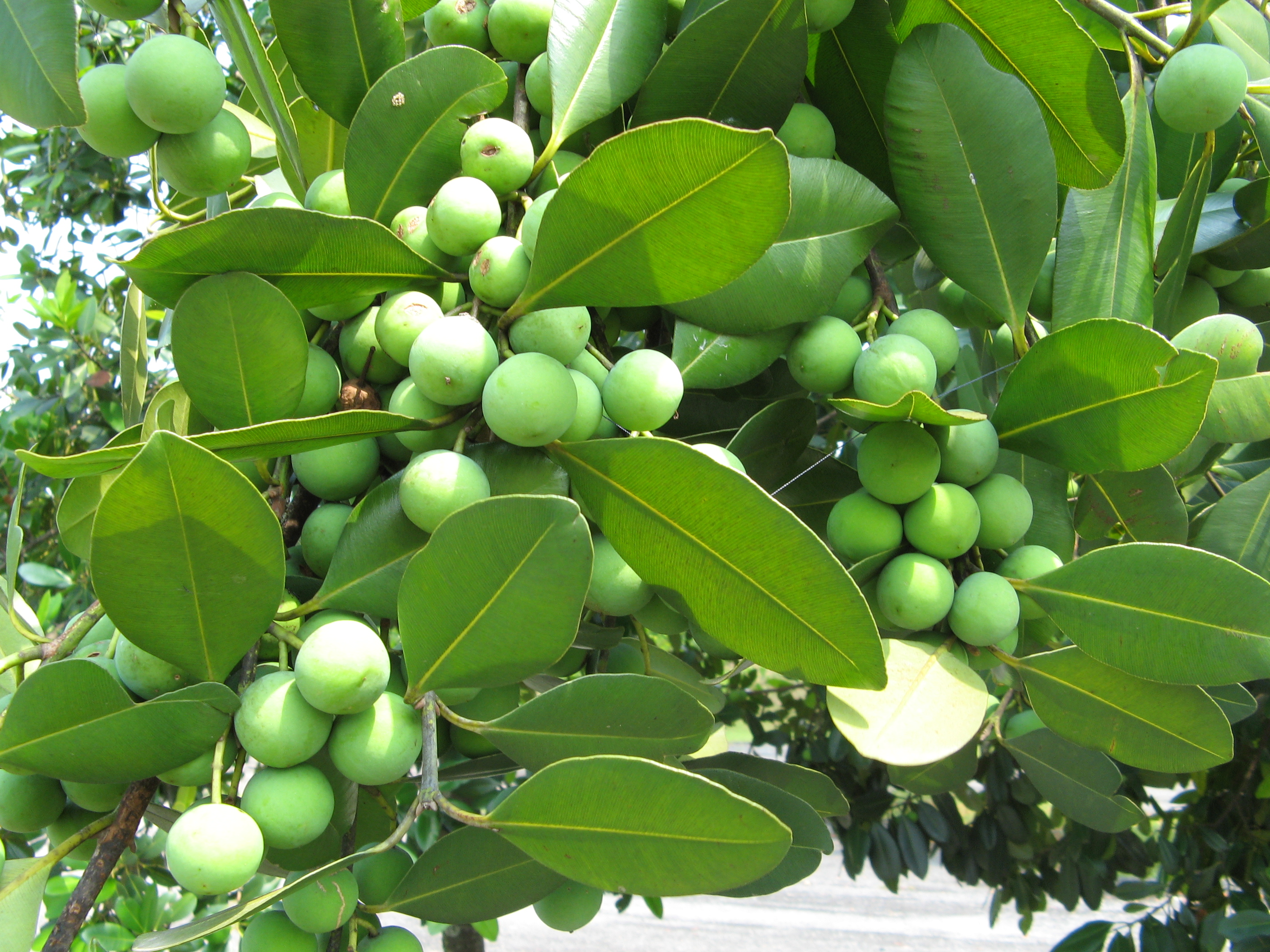
Folhas e frutos do Guanandi-Jacareuba, Calophyllum brasiliense

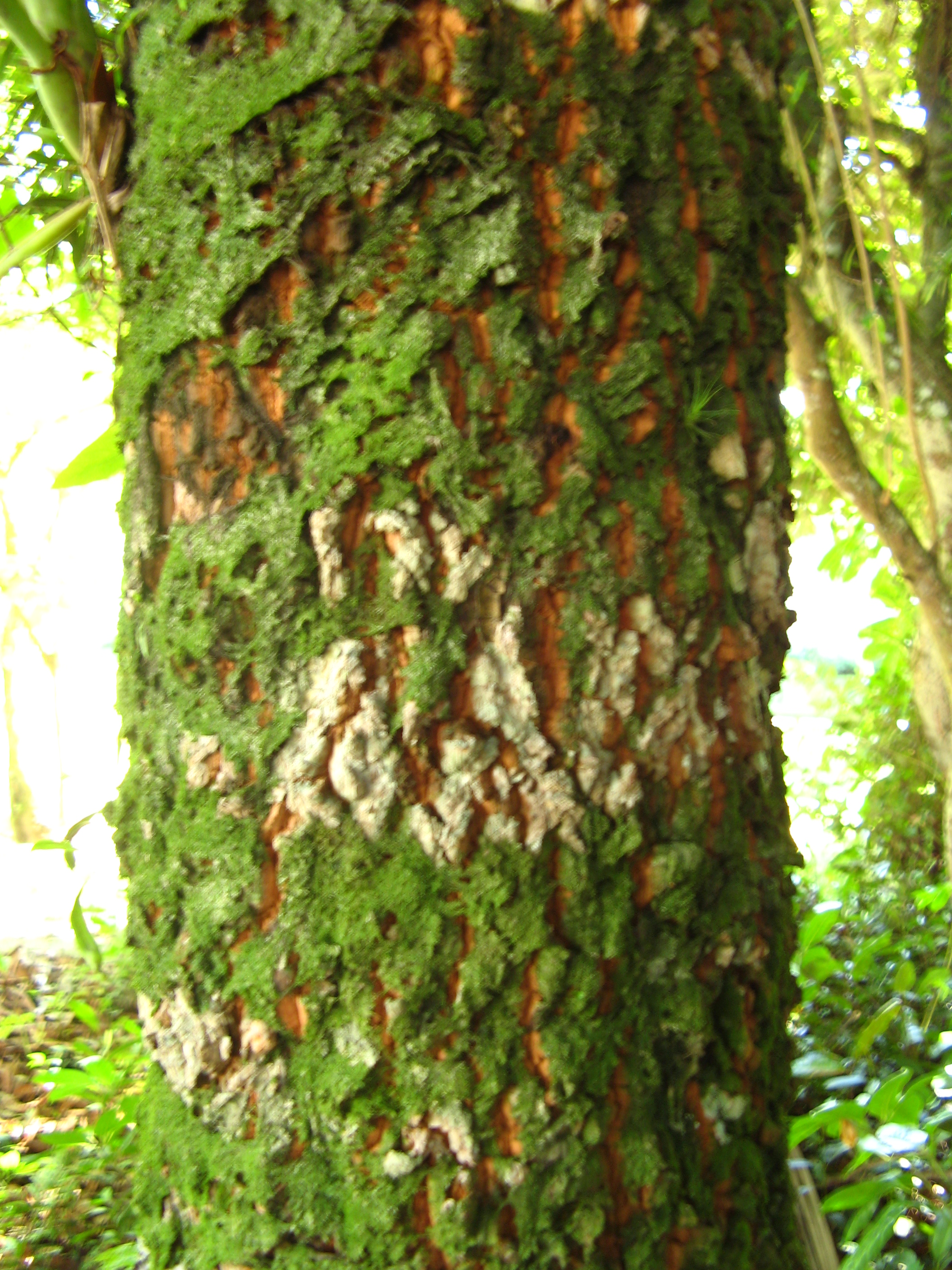
Casca de um Guanandi-Jacareuba Calophyllum brasiliense, similar à pele de um jacaré, no litoral atlântico; esta espécie é o Calophyllum com maior dispersão natural

Calophyllum L. é um género botânico pertencente, segundo o sistema APG III de classificação, à família Calophyllaceae (en). Antigamente, era incluído na família Clusiaceae.
O nome vem do grego, e significa "folha bonita".
São plantas nativas de Madagascar, leste da África, sul da Ásia, sudeste da Asia (Paquistão, Vietnã e Indonésia), Ilhas do Pacífico, América do Sul (Brasil, Peru, Bolívia, Paraguai e Venezuela), América Central (México, Belize, Guatemala e Costa Rica e Caribe (principalmente em Cuba).

## Espécies
- C. amoenum
- C. angulare
- C. angustifolium
- C. antillanum
- C. australianum
- C. austroindicum
- C. bicolor
- C. bigcockus
- C. biflorum
- C. blancoi
- C. bracteatum
- C. brasiliense
- C. calaba
- C. caledonicum
- C. candidissimum
- C. carrii
- C. cerasiferum
- C. cholobtaches
- C. collinum
- C. cordato-oblongum
- C. coriaceum
- C. costatum
- C. curtisii
- C. dasypodum
- C. depressinervosum
- C. dioscurii
- C. dildoitus
- C. donatianum
- C. elatum
- C. euryphyllum
- C. exiticostatum
- C. ferrugineum
- C. flavo-ramulum
- C. floribundum
- C. fraseri
- C. garcinioides
- C. goniocarpum
- C. griseum
- C. havilandii
- C. hosei
- C. inophyllum
- C. insularum
- C. jacquinii
- C. lanigerum
- C. leleanii
- C. longifolium
- C. lucidum
- C. macrocarpum
- C. molle
- C. montanum
- C. neo-ebudicum
- C. nodosum
- C. obliquinervium
- C. pachyphyllum
- C. papuanum
- C. parviflorum
- C. pauciflorum
- C. peekelii
- C. persimile
- C. pinetorum
- C. pisiferum
- C. pulcherrimum
- C. retusum
- C. rigidum
- C. rubiginosum
- C. rufigemmatum
- C. sclerophyllum
- C. scriblitifolium
- C. sil
- C. soulattri
- C. suberosum
- C. sundaicum
- C. symingtonianum
- C. tacamahaca
- C. tetrapterum
- C. teysmannii
- C. thwaitesii
- C. tomentosum
- C. venulosum
- C. vexans
- C. vitiense
- C. waliense
- C. walkeri
- C. wallichianum
- C. woodii

## Classificação do gênero
| Sistema | Classificação                      | Referência               |
| ------- | ---------------------------------- | ------------------------ |
| Linné   | Classe Polyandria, ordem Monogynia | Species plantarum (1753) |